# Кастрати, Саимир
Саймир Кастрати (алб.  Saimir Kastrati, род. 7 марта 1987, Лач, Лежа) — албанский футболист, защитник. Обладатель Кубка Албании.

## Игровая карьера
Саймир Кастрати родился 7 марта 1987 года в городе Лачи. Профессиональную футбольную карьеру начал в 2009 году в одноименном футбольном клубе, цвета которой защищает и поныне.
В сезоне 2009-10 он сыграл 30 матчей в чемпионате, забил при этом 1 гол. В следующем году игрок появился на поле в 23 матчах чемпионата и также отметился одним голом. В том же году албанская команда участвовала в первом квалификационном раунде Лиги Европы, где по сумме двух матчей уступила могилевскому «Днепру». Кастрати сыграл в обоих матчах, в одном из них заработал жёлтую карточку. Сезон 2011-12 гг. тоже был довольно успешным для игрока — он сыграл 23 матча чемпионата и 12 игр в кубке, но только в следующем году ему вместе с командой удалось завоевать Кубок Албании.
В сезоне 2013-14 лет Кастрати сыграл 15 матчей чемпионата, отметился одним голом. Три матча он сыграл и в кубке, а в первом квалификационном раунде Лиги Европы, где его команда встречалась с люксембургским «Дифферданж 03», сыграл в обоих матчах. Албанский команда тогда уступила соперникам из Люксембурга по сумме двух матчей со счетом 3:0.

## Титулы и достижения
Обладатель Кубка Албании (1)
«Лачи»: 2012/13